# ثوم أحمر داكن
ثوم أحمر داكن (الاسم العلمي: Allium rubens) هو نوع من النباتات يتبع جنس الثوم من الفصيلة النرجسية.